# Durham (Carolina del Nord)
Durham és una ciutat dels Estats Units i seu del comtat de Durham a l'estat de Carolina del Nord, de 204.845 habitants segons el cens de l'any 2005 i amb una densitat de 833,38 per km². Es troba a uns 40 quilòmetres de la capital de l'estat, Raleigh.
La ciutat fou fundada el 1853, amb la intenció de crear una estació de tren a mig camí entre Wilson i Hillsborough. La ciutat va créixer molt a poc a poc fins a la Guerra Civil, però després el creixement es va accelerar, en part mercès a la instal·lació d'una important fàbrica de tabac. Deu el nom al metge Bartlett S. Durham, que va donar terres per al pas del ferrocarril per aquell indret.
Segons l'Oficina del Cens dels Estats Units, la ciutat té una superfície total de 245,8 km² (245,1 km² de terra i 0,7 km² d'aigua).
Segons el cens de l'any 2000, hi havia 201.726 persones, 74.981 habitatges i 43.563 famílies. La densitat de població era de 820,69 hab/km². El 45,50% dels habitants era oficialment de raça blanca, el 43,81% de raça negra i la resta de diverses ètnies.